# Varney Nunatak
Varney Nunatak är en nunatak i Antarktis. Den ligger i Östantarktis. Nya Zeeland gör anspråk på området. Toppen på Varney Nunatak är 19 meter över havet.
Terrängen runt Varney Nunatak är lite kuperad. Havet är nära Varney Nunatak åt sydost. Trakten är obefolkad. Det finns inga samhällen i närheten.